# Segundo gobierno de José Luis Rodríguez Zapatero
El segundo gobierno de José Luis Rodriguez Zapatero fue el Gobierno de España entre abril de 2008 y diciembre de 2011. José Luis Rodríguez Zapatero fue investido presidente del Gobierno por el Congreso de los Diputados después de que el Partido Socialista Obrero Español (PSOE) ganara las elecciones generales de 2008 que dieron comienzo a la ix legislatura de España.
El Gobierno cesó el 20 de noviembre de 2011 por la celebración de las elecciones generales. Estas elecciones se celebraron de forma anticipada al haberse vuelto insostenible la situación económica en España. Continuó en funciones hasta el 22 de diciembre de 2011, día en que tomó posesión el Primer Gobierno Rajoy.

## Historia

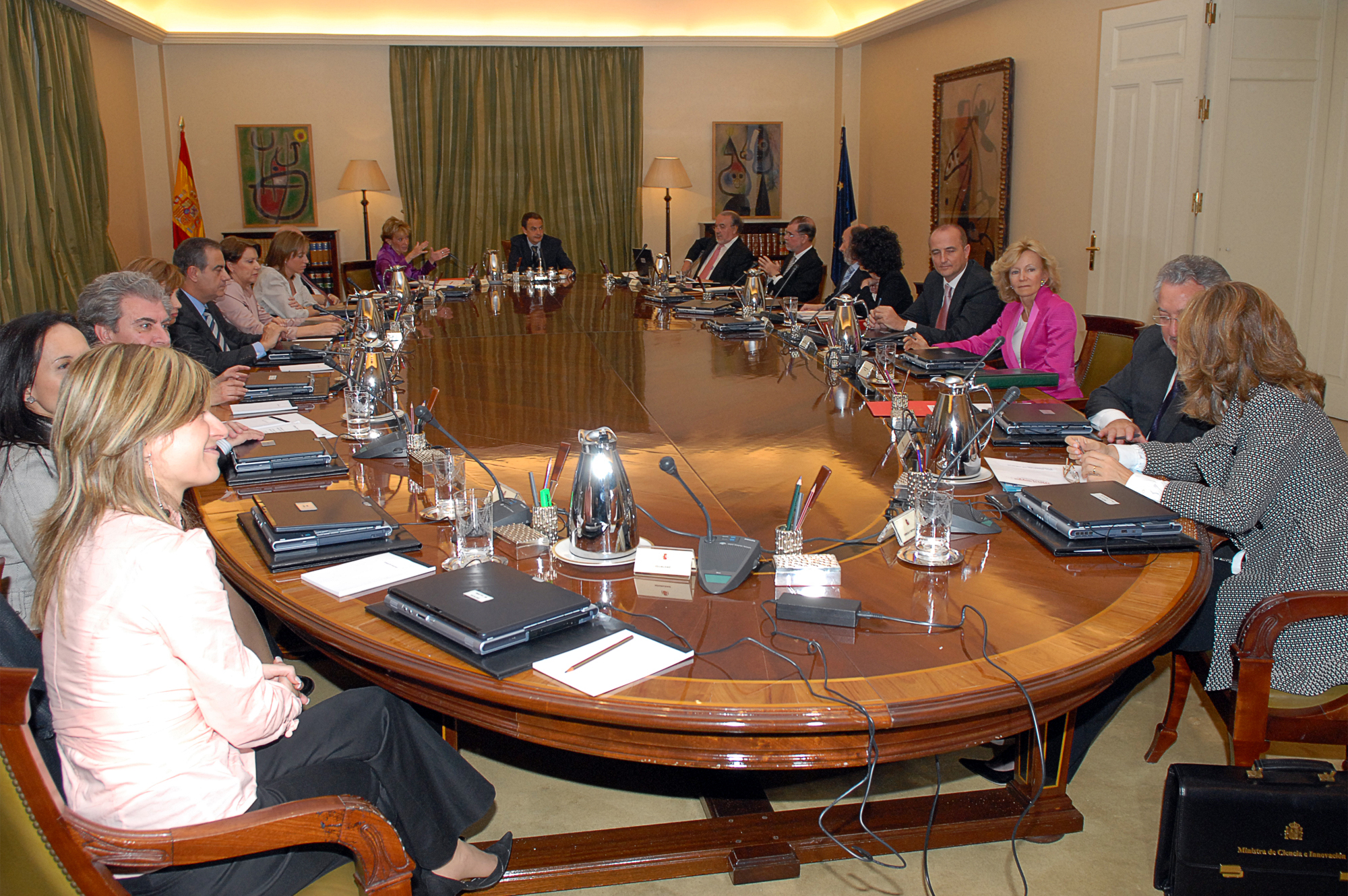
Reunión del Consejo de Ministros en La Moncloa (abril de 2008).

Tras el inicio de la ix legislatura de las Cortes Generales, José Luis Rodríguez Zapatero fue reinvestido presidente del Gobierno de España. El 12 de abril de 2008 Zapatero dio a conocer al rey Juan Carlos I la composición de su segundo Gobierno. Carme Chacón Piqueras se convirtió en la primera mujer al frente del Ministerio de Defensa. También fue la primera vez que el gabinete estuvo compuesto por más mujeres que hombres. No obstante, fue un gabinete de continuidad, en el que la mayoría de ministros provenían de la legislatura anterior. Así, salieron Jesús Caldera (Trabajo), José Antonio Alonso (Defensa) y Joan Clos (Industria), mientras que Carme Chacón (Vivienda) cambió de cartera. Además, se crearon dos nuevos ministerios: el ministerio de Ciencia e Innovación y el ministerio de Igualdad.
- La primera remodelación que sufrió el segundo Gobierno de Zapatero fue la dimisión el 23 de febrero de 2009 del Ministro de Justicia Mariano Fernández Bermejo, semanas después de la primera huelga de jueces de la historia. El ministro pretendió prohibirla, pero de hecho se produjo, con un seguimiento mayoritario durante un día. El final lo provocaron las numerosas críticas por participar sin disponer de la licencia necesaria en una cacería en el coto de "Cabeza Prieta" en Torres (Jaén). Fue sustituido por Francisco Caamaño Domínguez.[3]

- El 7 de abril de 2009 Pedro Solbes abandonó la Vicepresidencia Segunda del Gobierno y el Ministerio de Economía y Hacienda de España. Fue sustituido por Elena Salgado, que a su vez abandonó el Ministerio de Administraciones Públicas. Ángeles González Sinde sustituyó a César Antonio Molina al frente del Ministerio de Cultura, José Blanco López a Magdalena Álvarez al frente del Ministerio de Fomento, Ángel Gabilondo a Mercedes Cabrera al frente del Ministerio de Educación, Política Social y Deporte y Trinidad Jiménez a Bernat Soria al frente del Ministerio de Sanidad y Consumo. También se incorporó al Gobierno el hasta ese momento Presidente de la Junta de Andalucía Manuel Chaves como Vicepresidente Tercero y Ministro de Política Territorial.[4]

- El 20 de octubre de 2010 se produjo la dimisión de Celestino Corbacho en el Ministerio de Trabajo, que pasó a formar parte de las listas del PSC en las elecciones autonómicas catalanas. Le sustituyó el veterano de UGT Valeriano Gómez. Sin embargo, hubo más remodelaciones a causa de las voces de protesta de algunos líderes socialistas autonómicos y de la crisis del euro que afectaba al presupuesto de los ministerios.[5] Zapatero remodeló el Gobierno convirtiendo a Alfredo Pérez Rubalcaba en el nuevo hombre fuerte del mismo al obtener la Vicepresidencia Primera del Gobierno y la Portavocía del Gobierno. Reemplazó a María Teresa Fernández de la Vega, manteniendo el Ministerio del Interior. Igualmente, Ramón Jáuregui sustituyó a de la Vega en el Ministerio de la Presidencia, la exalcaldesa de Córdoba Rosa Aguilar a Elena Espinosa en el Ministerio de Medio Ambiente, Leire Pajín a Trinidad Jiménez en el Ministerio de Sanidad y Política Social, que a su vez reemplazó a Miguel Ángel Moratinos en el Ministerio de Asuntos Exteriores y de Cooperación. También se suprimieron el Ministerio de Igualdad y el Ministerio de la Vivienda que pasaron a ser Secretarias de Estado de los ministerios de Sanidad y Fomento respectivamente, quedando Beatriz Corredor y Bibiana Aído reducidas de cargo.[6]

- El 11 de julio de 2011, la designación de Alfredo Pérez Rubalcaba como candidato del PSOE a la Presidencia del Gobierno en las Elecciones generales de 2011 provocó un cambio ministerial al dimitir Rubalcaba de toda responsabilidad gubernamental para centrarse en la campaña electoral del PSOE. Elena Salgado pasó a ser vicepresidenta para Asuntos Económicos (equivalente del cargo de vicepresidente primero), Manuel Chaves fue nombrado vicepresidente para Política Territorial (equivalente del cargo de vicepresidente segundo) y se suprimió la vicepresidencia tercera del Gobierno. Antonio Camacho Vizcaíno recibió la cartera de Interior y la portavocía del Gobierno pasó a José Blanco.

## Composición
| Partido político |                                              | Partido Socialista Obrero Español (PSOE) |
| Partido político | Partido de los Socialistas de Cataluña (PSC) |                                          |
| Partido político | Independiente                                |                                          |

| ii Gobierno de Zapatero (14 de abril de 2008-21 de diciembre de 2011)                                                            | |                                                    |         |
| Cargo | Titular | Titular                                            | Titular |
| Presidente | | José Luis Rodríguez Zapatero                       |         |
| Vicepresidente Primero | | María Teresa Fernández de la Vega Sanz (2008-2010) |         |
| Vicepresidente Primero | Alfredo Pérez Rubalcaba (2010-2011)                                                                          |                                                    |         |
| Vicepresidente Primero | Elena Salgado Méndez (2011)                                                                                  |                                                    |         |
| Vicepresidente Segundo | | Pedro Solbes Mira (2008-2009)                      |         |
| Vicepresidente Segundo | Elena Salgado Méndez (2009-2011)                                                                             |                                                    |         |
| Vicepresidente Segundo | Manuel Chaves González (2011)                                                                                |                                                    |         |
| Vicepresidente Tercero | | Manuel Chaves González (2009-2011)                 |         |
| Vicepresidente Tercero | En julio de 2011 desaparece el cargo.                                                                        |                                                    |         |
| Portavoz | | María Teresa Fernández de la Vega Sanz (2008-2010) |         |
| Portavoz | Alfredo Pérez Rubalcaba (2010-2011)                                                                          |                                                    |         |
| Portavoz | José Blanco López (2011)                                                                                     |                                                    |         |
| Asuntos Exteriores y de Cooperación                                                                                              | | Miguel Ángel Moratinos Cuyaubé (2008-2010)         |         |
| Asuntos Exteriores y de Cooperación                                                                                              | Trinidad Jiménez García-Herrera (2010-2011)                                                                  |                                                    |         |
| Justicia Notario Mayor del Reino                                                                                                 | | Mariano Fernández Bermejo (2008-2009)              |         |
| Justicia Notario Mayor del Reino                                                                                                 | Francisco Caamaño Domínguez (2009-2011)                                                                      |                                                    |         |
| Defensa | | Carme Chacón Piqueras                              |         |
| Economía y Hacienda | | Pedro Solbes Mira (2008-2009)                      |         |
| Economía y Hacienda | Elena Salgado Méndez (2009-2011)                                                                             |                                                    |         |
| Interior | | Alfredo Pérez Rubalcaba (2008-2011)                |         |
| Interior | Antonio Camacho Vizcaíno (2011)                                                                              |                                                    |         |
| Fomento | | Magdalena Álvarez Arza (2008-2009)                 |         |
| Fomento | José Blanco López (2009-2011)                                                                                |                                                    |         |
| Educación, Política Social y Deporte (2008-2009) Educación (2009-2011)                                                           | | Mercedes Cabrera Calvo-Sotelo (2008-2009)          |         |
| Educación, Política Social y Deporte (2008-2009) Educación (2009-2011)                                                           | Ángel Gabilondo Pujol (2009-2011)                                                                            |                                                    |         |
| Trabajo e Inmigración | | Celestino Corbacho Chaves (2008-2010)              |         |
| Trabajo e Inmigración | Valeriano Gómez Sánchez (2010-2011)                                                                          |                                                    |         |
| Industria, Turismo y Comercio | | Miguel Sebastián Gascón                            |         |
| Medio Ambiente y Medio Rural y Marino                                                                                            | | Elena Espinosa Mangana (2008-2010)                 |         |
| Medio Ambiente y Medio Rural y Marino                                                                                            | Rosa Aguilar Rivero (2010-2011)                                                                              |                                                    |         |
| Sanidad y Consumo (2008-2009) Sanidad y Política Social (2009-2010) Sanidad, Política Social e Igualdad (2010-2011)              | | Bernat Soria Escoms (2008-2009)                    |         |
| Sanidad y Consumo (2008-2009) Sanidad y Política Social (2009-2010) Sanidad, Política Social e Igualdad (2010-2011)              | Trinidad Jiménez García-Herrera (2009-2010)                                                                  |                                                    |         |
| Sanidad y Consumo (2008-2009) Sanidad y Política Social (2009-2010) Sanidad, Política Social e Igualdad (2010-2011)              | Leire Pajín Iraola (2010-2011)                                                                               |                                                    |         |
| Vivienda | | Beatriz Corredor Sierra (2008-2010)                |         |
| Vivienda | En octubre de 2010 se suprime y las competencias pasan al Ministerio de Fomento.                             |                                                    |         |
| Presidencia Secretaria del Consejo de Ministros                                                                                  | | María Teresa Fernández de la Vega Sanz (2008-2010) |         |
| Presidencia Secretaria del Consejo de Ministros                                                                                  | Ramón Jáuregui Atondo (2010-2011)                                                                            |                                                    |         |
| Cultura | | César Antonio Molina Sánchez (2008-2009)           |         |
| Cultura | Ángeles González-Sinde Reig (2009-2011)                                                                      |                                                    |         |
| Administraciones Públicas (2008-2009) Política Territorial (2009-2010) Política Territorial y Administración Pública (2010-2011) | | Elena Salgado Méndez (2008-2009)                   |         |
| Administraciones Públicas (2008-2009) Política Territorial (2009-2010) Política Territorial y Administración Pública (2010-2011) | Manuel Chaves González (2009-2011)                                                                           |                                                    |         |
| Ciencia e Innovación | | Cristina Garmendia Mendizábal                      |         |
| Igualdad | | Bibiana Aído Almagro (2008-2010)                   |         |
| Igualdad | En octubre de 2010 se suprime y las competencias pasan al Ministerio de Sanidad, Política Social e Igualdad. |                                                    |         |

## Procedencia geográfica
| Comunidad autónoma            | Cargo                                                                  | Titular                         |
| ----------------------------- | ---------------------------------------------------------------------- | ------------------------------- |
| Andalucía                     | Asuntos Exteriores y de Cooperación                                    | Trinidad Jiménez García-Herrera |
| Andalucía                     | Trabajo e Inmigración                                                  | Valeriano Gómez Sánchez         |
| Andalucía                     | Medio Ambiente, y Medio Rural y Marino                                 | Rosa Aguilar Rivero             |
| Aragón                        | -                                                                      | -                               |
| Principado de Asturias        | -                                                                      | -                               |
| Cantabria                     | -                                                                      | -                               |
| Castilla y León               | Presidente                                                             | José Luis Rodríguez Zapatero    |
| Castilla-La Mancha            |                                                                        |                                 |
| Cataluña                      | Defensa                                                                | Carme Chacón Piqueras           |
| Extremadura                   |                                                                        |                                 |
| Galicia                       | Vicepresidente Primero y Economía y Hacienda                           | Elena Salgado Méndez            |
| Galicia                       | Fomento y Portavoz                                                     | José Blanco López               |
| Galicia                       | Justicia                                                               | Francisco Caamaño Domínguez     |
| Islas Baleares                | -                                                                      | -                               |
| Canarias                      | -                                                                      | -                               |
| La Rioja                      | -                                                                      | -                               |
| Comunidad de Madrid           |                                                                        |                                 |
| Interior                      | Antonio Camacho Vizcaíno                                               |                                 |
| Industria, Turismo y Comercio | Miguel Sebastián Gascón                                                |                                 |
| Cultura                       | Ángeles González-Sinde Reig                                            |                                 |
| Región de Murcia              | -                                                                      | -                               |
| Navarra                       | -                                                                      | -                               |
| País Vasco                    | Educación                                                              | Ángel Gabilondo Pujol           |
| País Vasco                    | Presidencia                                                            | Ramón Jáuregui Atondo           |
| País Vasco                    | Sanidad, Política Social e Igualdad                                    | Leire Pajín Iraola              |
| País Vasco                    | Ciencia e Innovación                                                   | Cristina Garmendia Mendizábal   |
| Comunidad Valenciana          | -                                                                      | -                               |
| Ceuta                         | Vicepresidente Segundo y Política Territorial y Administración Pública | Manuel Chaves González          |
| Melilla                       | -                                                                      | -                               |